# SaGa 未拓領域
《SaGa 未拓領域》（台湾旧译）是沙加系列在PlayStation上的第一作，可選七位不同主角進行故事。

## 概要
《SaGa 未拓領域》為復活邪神系列的第七作，沿襲了過去系列特色如角色無等級、多主角的開放故事劇情等。
前作只作為輔助的術在此正式成為主要技能之一，術以外的攻擊技能也被調整成劍技、銃技與體術，以及眾多重火器武器。

## 主角
蒼藍(ブルー)
個性冷傲的天才魔法師，外熱內冷、表面上對任何人都客氣有禮，但內心OS全是狠毒傲慢的吐槽。按照魔法王國的傳統，必須殺死自己的孿生兄弟讓因出生而分開的魔力合而為一，因此魔法學院畢業後，找出並殺死孿生兄弟露朱成了第一要務。
結局：殺死自己的孿生兄弟露朱後得到對方的魔力，同根同源的力量合而為一讓蒼藍成為法力超強的完全體，但發現雙胞胎是王國以人工方式分製成二個人後對此不人道的作法大感憤怒，王國底下的地獄也是王國法師們人為失控的產物，但看著王國的法師在死前苦苦哀求他打敗地獄君主救救剩下的孩子後，蒼藍決定進入地獄打倒地獄君主。打敗地獄君主後螢幕會出現斗大的「THE END」字眼，連結局動畫都沒有就草草結束。
如果在兄弟之戰打輸的話蒼藍會死亡，改換露朱當主角繼續冒險。
肯(クーン)
家園快要崩壞的獸族少年，為了拯救家園而離家尋找能達成任何願望的不可思議戒指。
結局：最後發現戒指是聚集了人類慾望才有神力的邪惡東西，所以肯選擇捨棄，不再靠什麼奇特的力量，決定腳踏實地的尋找能讓獸族生存的地方。
T260G
一台變成破銅爛鐵的失憶機器人，被好心的老爺爺與小男孩撿回來修復並一起生活，但印象中有個想不起來的任務，為了找尋自己的記憶與任務而拜別小男孩展開冒險。蒼藍內心對T260G的評價是「沒用的機械」。
結局：最後發現自己被創造出來的目的是為了成為破壞力強大的超級兵器，打敗最終頭目後，回到摯友小男孩所在的家園共同生活。
烈紅(レッド)
本名"小此木烈人"，在航行於各區域間的飛艇上擔任航員。全家都被幹著不法勾當的邪惡組織「黑十字」所殺，自己也重傷垂危，此時被神秘假面英雄阿爾凱爾所救並賜予力量而能變身為假面超人，以後便以假面超人アルカイザー的身份追殺黑十字到底。
蒼藍內心對烈紅的感想是「名字真讓人不爽」(烈紅與露朱都是紅色的意思)。
結局：像多數的英雄片那樣正義必勝，アルカイザー消滅了惡黨黑十字。而賜予自己力量的神秘假面英雄阿爾凱爾正是自己任職飛艇的上司──機關長ホーク。
艾米麗亞(エミリア)
原為紅透半片天的超級名模，但是未婚夫被殺，自己也被誤認為是殺人兇手並捲入一連串陰謀，為了洗刷冤屈與替未婚夫報仇而加入幫自己越獄的特務組織展開冒險。
蒼藍對艾米麗亞的評價是「無腦的蠢女人」，事實上艾米麗亞也是本作INT成長最低的人類角色。
結局旅行篇：主謀JOKER就是未婚夫連恩本人，心灰意冷的艾米麗亞開槍將之射殺。一切結束後特務首領ルーファス看出艾米麗亞內心徬徨已不知為何而戰而允許她離開組織，隨後艾米麗亞便展開一段沉澱心靈的療傷之旅。
結局結婚篇：主謀JOKER是那張有自我意識的面具，未婚夫連恩戴上面具後被它控制，在連恩與JOKER意識拔河的情況下艾米麗亞開槍打碎JOKER面具拯救了連恩。後來兩人順利成婚，所有特務夥伴都盛裝一起慶賀。
雅賽爾絲(アセルス)
原為普通的人類少女，過路時不慎被妖魔王的馬車撞到而失血過多昏迷，妖魔王為其輸血救回一命，但一覺醒來已經過了12年且因輸血之故成了半妖，頭髮變成綠色外貌也完全沒老化，返家後被當妖怪看待不被家人接納而決定展開自己新人生的冒險。
結局半妖篇：擊敗妖魔王後決定以半妖身份繼續生活，擁有妖魔長壽力量的雅賽爾絲與她的妖魔好姊妹們陪伴著老去的人類好友ジーナ走完人生的最後一程。
結局妖魔篇：擊敗妖魔王後決定成為真正的妖魔並坐上妖魔王的位子，雅賽爾絲準備統治世界的殘酷手段也讓其他妖魔好姊妹們覺得恐怖，與以往溫柔性格完全不同，一位心狠手辣的新妖魔王就此誕生。
結局人類篇：擊敗妖魔王後放棄妖魔的力量與血統變回正常人類，重新求學、結婚、為人母、含飴弄孫，過完一生入土下葬。年華老去、已成老太婆的好友ジーナ與一干妖魔到她的墓前祭拜緬懷。
劉特(リュート)
一個四處流浪的吟遊詩人，他的遊歷冒險沒有任何理由與目的，隨風飄流、一把吉他伴天涯的樂天派。
結局：消滅出賣自己父親的叛徒後與母親對談，不知道兒子已經手刃殺父仇人的母親不希望上一代的仇恨延續下去而故意幫叛徒說好話騙劉特，劉特也裝傻不戳破，就像之前樂天無憂無慮、什麼都沒發生一樣。
休斯
复刻版追加主角，來自IRPO的警察，介入調查七主角經歷的事件並與該主角合作抗敵。
結局「JOKER事件」：與艾米麗亞裏應外合包圍JOKER，最後以一發鐵拳揍醒了幾乎墮入邪惡的晚輩令其回歸正途。
結局「某重大事件」：在多方勢力的合作之下逮捕了企圖引發政變的執政官モンド。
結局「黑十字殲滅」：與變身成アルカイザー的烈紅多次合作對抗四天王，最後終於將在背後支配黑十字的クライン逮捕，徹底將組織殲滅。
結局「雙子術師事件－蒼藍」：協助蒼藍封印地獄君主後，見證其成為魔法王國的領袖改革王國的不人道行為。
結局「雙子術師事件－露朱」：協助露朱封印地獄君主後見證其離去，後續收到了很多關於露朱作為自由旅行家經歷的種種。
結局「少女失蹤事件」：與雅賽爾絲擊敗妖魔王並見證其成為妖魔新王後瀟灑離去，並對於能夠親手解決過去讓自己困惑的事件感到欣慰。
結局「最終兵器事件」：收到已故レオナルド博士的訊息後，與T260G合作將最終兵器封印。
結局「戒指兄弟事件」：與同伴搶在肯之前收集完所有戒指後察覺到戒指力量不穩，最後與肯合作封印戒指後協助獸族們進行遷移以保護牠們。